# Дедхорс (аэропорт)

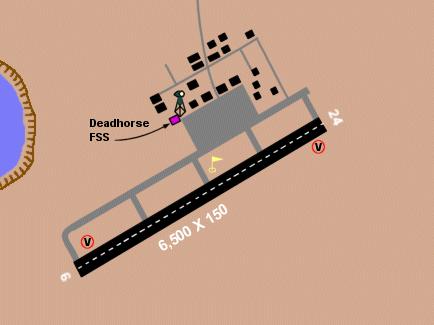
Диаграмма FAA Аэропорта Дедхорс

Аэропорт Дедхорс (англ. Deadhorse Airport), (ИАТА: SCC, ИКАО: PASC, FAA LID: SCC) — государственный гражданский аэропорт, расположенный в населённом пункте Дедхорс (Аляска), США. Аэропорт также имеет неофициальное название Аэропорт Прудо-Бей, поскольку находится рядом с поселением Прудо-Бей (Аляска).

## Операционная деятельность
Аэропорт Дедхорс занимает площадь в 2633 гектар, расположен на высоте 20 метров над уровнем моря и эксплуатирует одну взлётно-посадочную полосу:
- 4/22 размерами 1981 х 46 метров с асфальтовым покрытием.

За период с 22 августа 2008 года по 22 августа 2009 года Аэропорт Дедхорс обработал 19 710 операций взлётов и посадок самолётов (в среднем 54 операций ежедневно), из них 54 % — авиация общего назначения, 28 % — аэротакси, 18 % — регулярные коммерческие перевозки и 1 % — составили рейсы военной авиации.